# Бугійська Вікіпедія
Бугійська Вікіпедія (буг. ᨓᨗᨀᨗᨄᨙᨉᨗᨕ ᨅᨔ ᨕᨘᨁᨗ, Wikipedia basa Ugi) — розділ Вікіпедії бугійською мовою. Створена у 2005 році. Бугійська Вікіпедія станом на 15 серпня 2025 року містить 15 952 статті, 14 562 зареєстрованих користувачів, 12 активних дописувачів, 1 адміністратора
. Загальна кількість сторінок в бугійській Вікіпедії — 20 461, редагувань — 205 514, мультимедійні файли відсутні
. Глибина (рівень розвитку мовного розділу) бугійської Вікіпедії дуже мала і становить лише 0.8 пунктів
.

## Історія
- Листопад 2011 — створена 10 000-на стаття[3].